# Pierre François Lacenaire

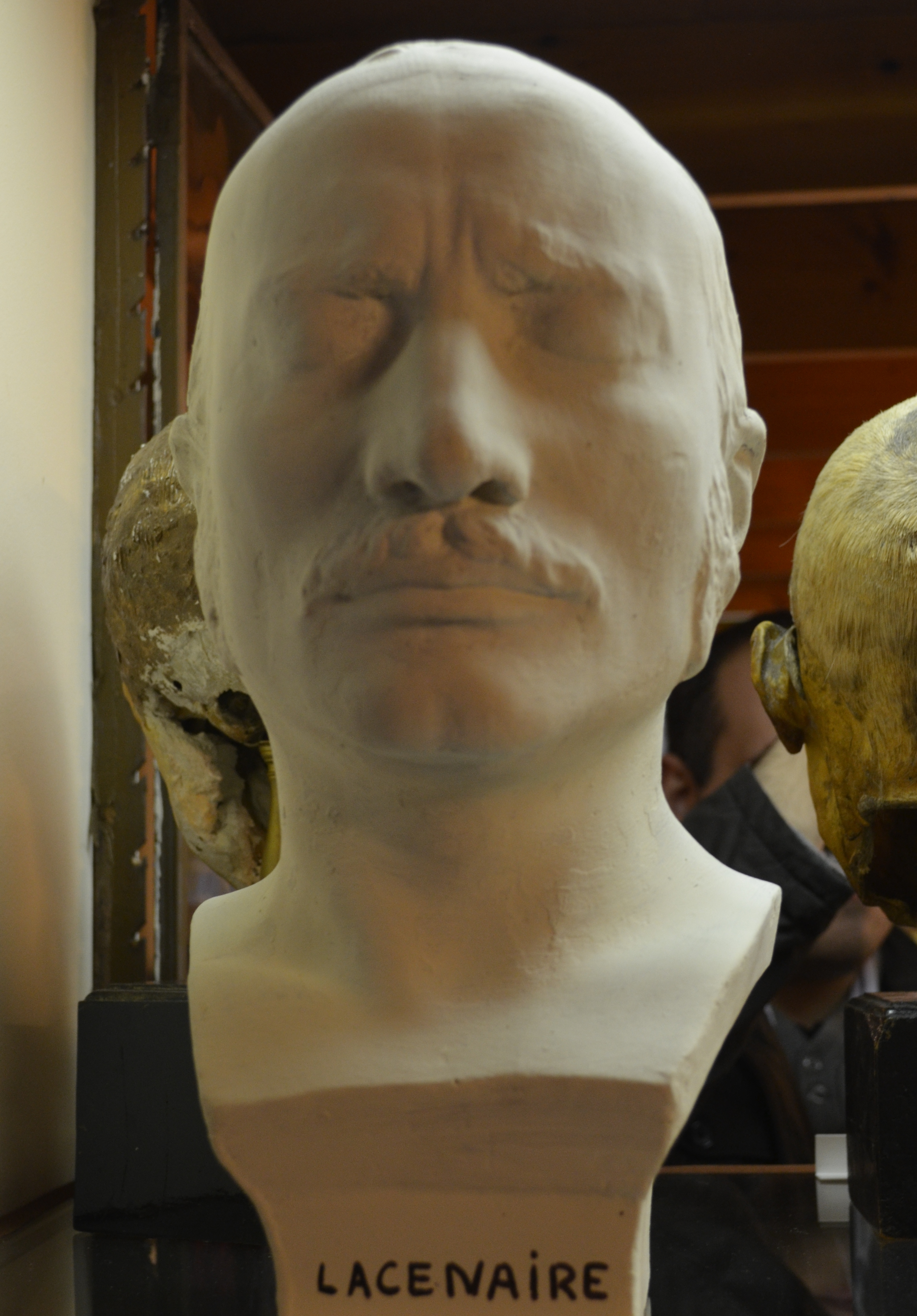
En byst av Pierre François Lacenaire på det franska medicin- och anatomimuseet Musée Testut-Latarjet, grundat 1854 i Rillieux-la-Pape.

Pierre François Lacenaire, född 20 december 1803 i Francheville, giljotinerad 9 januari 1836 i Paris, var en yrkeskriminell bedragare och mördare, som gått till historien genom sina Minnen (1836), nedtecknade på kort tid medan han väntade på sin avrättning. De utgavs första gången samma år som han dog och finns i svensk översättning sedan 1999. André Breton tog med en av Lacenaires dikter i sin antologi om svart humor, Anthologie de l'humour noir (1940).

## Verk
- Mémoires, révélations et poésies de Lacenaire, écrits par lui-même à la Conciergerie (Paris: Chez les marchands de nouveauté, 1836)
  - Minnen, översättning av Hans Johansson (Malmö: Pequod press, 1999)